# Georg Blumenstiel
Georg Blumenstiel (* 19. Februar 1928 in Lauterbach; † 29. Juni 2006) war ein deutscher Politiker (SPD, FWG).

## Leben
Nach dem Besuch der Volksschule absolvierte Blumenstiel eine Ausbildung in der Wasserwirtschaftsverwaltung, die er als Kulturbautechniker abschloss. 1945 wurde er zum Kriegsdienst eingezogen. Nach dem Kriegsende arbeitete er als Kulturbautechniker in der Wasserwirtschaftsverwaltung und von 1953 bis 1964 war er als Bautechniker beim Stadtbauamt Lauterbach tätig. Zwischenzeitlich hatte er sich im Fach Tiefbau bei einer Studiengemeinschaft in Darmstadt fortgebildet. 1964 wechselte er als Angestellter zu einem privaten Bauunternehmen.

## Politik
Blumenstiel war nach 1945 Mitglied der ÖTV und schloss sich 1952 der IG Bau-Steine-Erden an. 1956 trat er in die SPD ein. Er war unter anderem Vorsitzender des SPD-Ortsbezirkes Lauterbach und Vorstandsmitglied des SPD-Unterbezirkes. Später trat er zur Freien Wählergemeinschaft (FWG) über.
Blumenstiel war 20 Jahre lang Ratsmitglied der Stadt Lauterbach. Nach seinem Übertritt zur FWG übernahm er als Mitglied des Magistrats die Leitung des Lauterbacher Baudezernats. Ab 1960 war er Kreistagsmitglied des Landkreises Lauterbach und ab 1972 Kreistagsmitglied des Vogelsbergkreises, der im Rahmen der kommunalen Neugliederung aus den zuvor aufgelösten Landkreisen Lauterbach und Alsfeld gebildet worden war. Von 1964 bis 1981 und seit 1985 war er Vorsitzender und von 1981 bis 1985 stellvertretender Vorsitzender der SPD-Kreistagsfraktion; von 1993 bis 1997 ehrenamtlicher Erster Kreisbeigeordneter.
Des Weiteren war er von 1968 bis 1980 Mitglied bzw. Vorsitzender der Verbandsversammlung der Regionalen Planungsgemeinschaft Osthessen und vom 1. November 1985 bis 1989 war Mitglied der Verbandsversammlung des Landeswohlfahrtsverbandes Hessen.
Bei den Landtagswahlen 1978 und 1982 wurde er jeweils für die SPD als Abgeordneter in den Hessischen Landtag gewählt, dem er bis zu seiner Mandatsniederlegung am 11. Juli 1983 angehörte. Für ihn rückte Ingeburg Schäfer ins Parlament nach.
Kurz vor seinem Tod 2006 zog er sich aus dem politischen Leben zurück.

## Ehrungen und Auszeichnungen
- 1985: Verdienstkreuz am Bande der Bundesrepublik Deutschland